# ترمنوو
ترمنوو (انگلیسی: Termenevo) یک شهرک در شهرستان سالاواتسکی استان باشقیرستان کشور روسیه است.